# Bob Bradley
Robert "Bob" Bradley (Montclair, 3 maart 1958) is een Amerikaanse voetbalcoach. Hij is de vader van Michael Bradley.

## Carrière
Bradley was vanaf het begin van de jaren 80 actief als coach bij verschillende universiteiten, maar in 1996 werd hij aangesteld als assistent-trainer bij D.C. United. Later werkte hij als eindverantwoordelijke bij profclubs Chicago Fire en MetroStars. In 2006 was Bradley trainer van Chivas USA, voordat hij in 2006, na het WK in Duitsland, aangesteld werd als bondscoach van het Voetbalelftal van de Verenigde Staten. Hij was daar tot aan 2011 actief, toen hij vervangen werd door Jürgen Klinsmann. Vervolgens was hij bondscoach van Egypte en op 2 januari 2014 tekende de Amerikaan bij Stabæk Fotball.
Op 3 oktober 2016 ontdeed Swansea City zich van de hoofdcoach Francesco Guidolin . Onder leiding van de Italiaan was de club in de degradatiezone beland in het seizoen 2016/17. Swansea behaalde onder leiding van Guidolin alleen op de openingsdag van het seizoen een overwinning. De keuze van de club uit Wales viel op Bradley, nadat ook was gesproken met onder anderen Ryan Giggs. Bradley won in de zesde wedstrijd onder zijn leiding, op zaterdag 26 november, voor het eerst met The Swans. Zijn ploeg won die dag op eigen veld met 5–4 van Crystal Palace, onder meer door twee treffers van Leroy Fer. Swansea gaf Bradley op 27 december 2016 zijn ontslag, waarmee al na 85 dagen een einde kwam aan de samenwerking. Hij werd opgevolgd door de Engelsman Paul Clement, tot dan toe de assistent van Carlo Ancelotti bij FC Bayern München.

## Erelijst
| Competitie             |              |                  |              |              |
| Competitie             | Aantal       | Jaren            |              |              |
| Chicago Fire           | Chicago Fire | Chicago Fire     | Chicago Fire | Chicago Fire |
| ---------------------- | ------------ | ---------------- | ------------ | ------------ |
| MLS Cup                | 1            | 1998             |              |              |
| US Open Cup            | 2            | 1998, 2000       |              |              |
| Los Angeles FC         |              |                  |              |              |
| MLS Supporters' Shield | 1            | 2019             |              |              |
| Verenigde Staten       |              |                  |              |              |
| CONCACAF Gold Cup      | 1            | 2007             |              |              |
| Individueel            |              |                  |              |              |
| MLS Coach van het Jaar | 3            | 1998, 2006, 2019 |              |              |